# Goniodiadema
Goniodiadema is een geslacht van zee-egels uit de familie Diadematidae.

## Soorten
- Goniodiadema mauritiense Mortensen, 1939